# Neu! 4
Albums de Neu!
Neu! '75
(1975)
Neu! 4 est le quatrième album de Neu!, sorti en 1995.

## L'album
L'album est enregistré entre 1985 et 1986 mais ne parait que dix années plus tard sous le nom de Neu! 4. Lors d'une nouvelle édition plus complète en 2010 il sera renommé Neu! '86.

### Titres
Tous les titres sont de Klaus Dinger et Michael Rother. 

#### Neu! 4
1. Nazionale - 3:11
2. Crazy - 3:15
3. Flying Dutchman - 3:56
4. Schöne Welle (Nice Wave) - 4:30
5. Wave Naturelle - 5:37
6. Good Life (Random-Rough) - 3:51
7. '86 Commercial Trash - 3:18
8. Fly Dutch II - 5:06
9. Dänzing - 5:08
10. Quick Wave Machinelle - 3:46
11. Bush-Drum - 3:10
12. La Bomba (Stop Aparthijd World-Wide!) - 5:59
13. Good Life - 3:42
14. Elanoizan - 3:24

#### Neu! '86
1. Intro (Haydn slo-mo) - 0:33
2. Dänzing - 5:05
3. Crazy - 3:14
4. Drive (Grundfunken) - 5:13
5. La Bomba (Stop Apartheid World-Wide!) - 5:30
6. Elanoizan - 2:31
7. Wave Mother - 4:52
8. Paradise Walk - 5:11
9. Euphoria - 3:57
10. Vier 1/2 - 1:01
11. Good Life - 3:41
12. November - 1:42
13. KD - 1:55